# Adam Maciejewski (Ökonom)

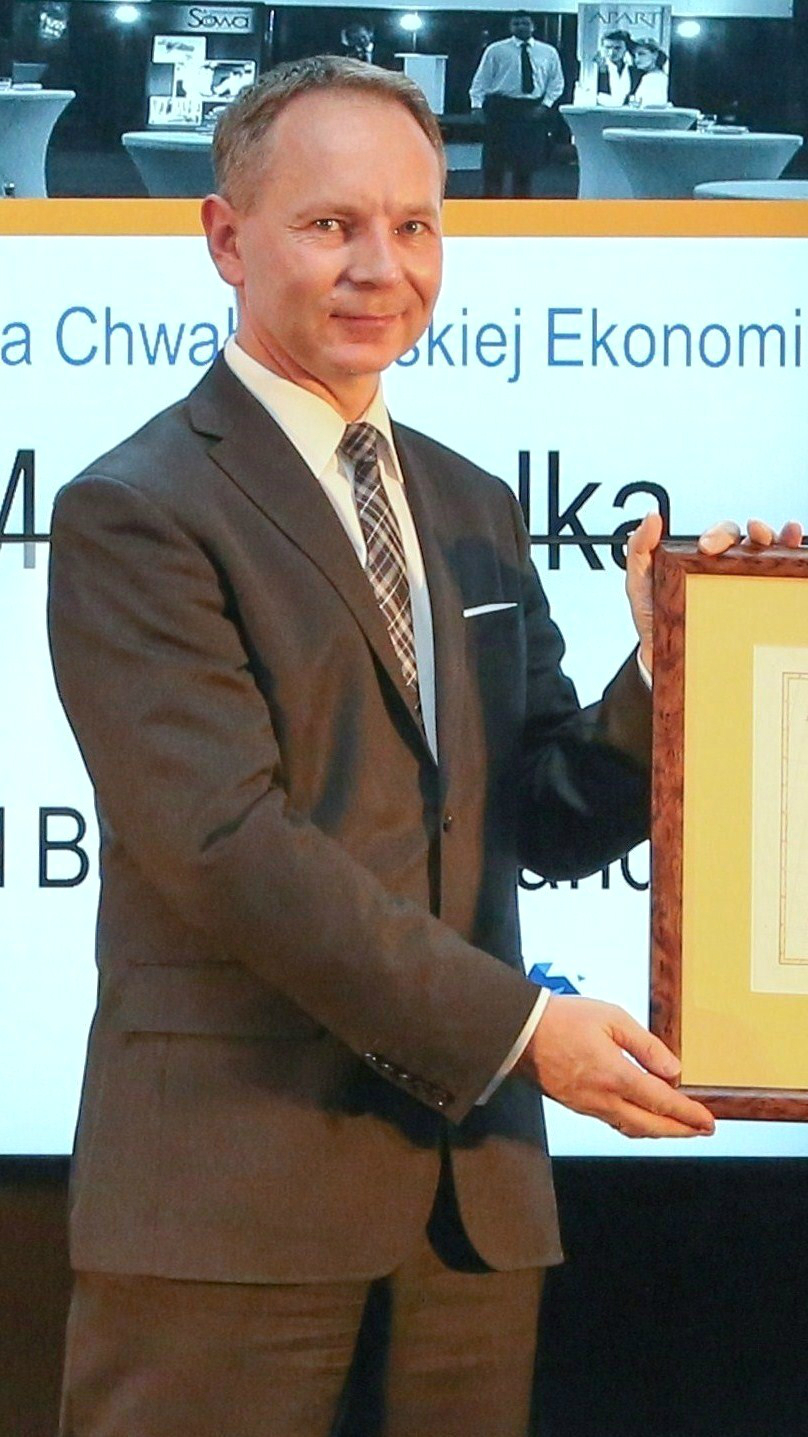
Adam Maciejewski

Adam Maciejewski war von Februar 2013 bis Juli 2014 der Vorstandsvorsitzende der Warschauer Wertpapierbörse.

## Leben
Maciejewski studierte an der Szkoła Główna Handlowa in Warschau. Ein Aufbaustudium (MBA) absolvierte er an der Wyższa Szkoła Finansów i Zarządzania. Seit 1994 arbeitet er an der Warschauer Börse; ab Juni 2006 als Mitglied des Vorstandes. Seit dieser Zeit fielen die Entwicklung des Handels, der Handelssysteme und der IT sowie der Markt der Derivative in seine Verantwortung. Auch war er in wesentlicher Funktion an den Verhandlungen zur strategischen Zusammenarbeit mit der NYSE Euronext beteiligt. Im Januar 2013 löste er Ludwik Sobolewski nach einem Skandal um dessen Freundin als Chef der Börse ab.
Maciejewski war und ist Mitglied in den Aufsichtsräten verschiedener Institutionen, wie dem Krajowy Depozyt Papierów Wartościowych S.A. (KDPW), der Polska Giełda Finansowa S.A., der Xtrade S.A. oder der BondSpot S.A. Er ist Mitglied der Jury zur Galeria Chwały Polskiej Ekonomii.  Privat ist er ein Sammler und Förderer polnischer Kunst.